# 猿江
猿江（日语：／ Sarue */?），東京都江東區的町名。郵遞區號135-0003。

## 地理
屬深川地域。町域周圍被河川包圍。為零海拔地區。

## 歷史
本地在1923年（大正12年）9月1日的關東大地震與1945年（昭和20年）3月10日的東京大空襲中災情慘重。
1934年（昭和9年），深川東町一部分、深川猿江裏町一部分、深川猿江町、深川本村町一部分、深川上大島町合併成立深川猿江町，1968年（昭和43年）更名為猿江。街區保留了江戶時代長屋的區劃，狹窄街道交錯，住宅間隔狹小。

### 地名由來
康平年間（1058年左右），寫著「源義家臣猿藤太」的武士屍體漂流至此，後住民建祠祭拜，為地名的起源。江戶時代稱為猿江村。

## 交通
- 東京地下鐵半藏門線住吉站 - 車站建地南端，本地為所在地。都營新宿線車站的所在地在住吉。

## 設施
- 江東西稅務署
- 東京都立墨東特別支援學校
- 猿江保育園
- 猿江二丁目町會猿二會館
- FC東京深川足球場 - 猿江恩賜公園南側。
- 扇橋閘門管理所
- 猿江神社

猿江恩賜公園是位於舊猿江裏町的住吉、毛利，不在現行的猿江町域內。

## 備註
1. ↑  江東区の世帯と人口（住民基本台帳による） 区民部区民課 平成25年8月1日現在[永久]
2. ↑  江東區の地名由来-江東區地域振興部文化観光課文化財係 的存檔，存档日期2013-07-19.，2012年5月30日閲覧。

## 外部連結
- 江東區官方網站 （页面存档备份，存于）